# Campeonato Mundial de Atletismo de 2017 - 110 m com barreiras masculino
A competição dos 110 metros com barreiras masculino no Campeonato Mundial de Atletismo de 2017 foi realizada no Estádio Olímpico de Londres nos dias 6 e 7 de agosto. Omar McLeod da Jamaica levou a medalha de ouro. 

## Recordes
Antes da competição, os recordes eram os seguintes:
| Recorde mundial                               | Aries Merritt (USA)    | 12.80 | Bruxelas, Bélgica      | 7 de setembro de 2012 |
| Recorde do campeonato                         | Colin Jackson (GBR)    | 12.91 | Estugarda, Alemanha    | 20 de agosto de 1993  |
| Melhor marca do ano                           | Omar McLeod (JAM)      | 12.90 | Kingston, Jamaica      | 24 de junho de 2017   |
| Recorde africano                              | Antonio Alkana (RSA)   | 13.11 | Praga, República Checa | 5 de junho de 2017    |
| Recorde asiático                              | Liu Xiang (CHN)        | 12.88 | Lausana, Suíça         | 11 de julho de 2006   |
| Recorde da América do Norte, Central e Caribe | Aries Merritt (USA)    | 12.80 | Bruxelas, Bélgica      | 7 de setembro de 2012 |
| Recorde sul-americano                         | Paulo Villar (COL)     | 13.27 | Guadalajara, México    | 28 de outubro de 2011 |
| Recorde europeu                               | Colin Jackson (GBR)    | 12.91 | Estugarda, Alemanha    | 20 de agosto de 1993  |
| Recorde da Oceania                            | Kyle Vander Kuyp (AUS) | 13.29 | Gotemburgo. Suécia     | 11 de agosto de 1995  |

## Medalhistas
| Ouro              | Prata            | Bronze            |
| Omar McLeod (JAM) | Sergey Shubenkov | Balázs Baji (HUN) |

## Tempo de qualificação
| Tempo de qualificação |
| --------------------- |
| 13.48                 |

## Calendário
| Data                | Horário | Fase          |
| ------------------- | ------- | ------------- |
| 6 de agosto de 2017 | 13:15   | Eliminatórias |
| 6 de agosto de 2017 | 20:10   | Semifinais    |
| 7 de agosto de 2017 | 21:30   | Final         |

Todos os horários estão no horário local (UTC+1)

## Resultados

### Eliminatórias
Qualificação: Quatro primeiros de cada bateria (Q) e os quatro melhores tempos (q) 
| Pos. | Série | Raia | Atleta                  | Nacionalidade               | Tempo | Notas |
| ---- | ----- | ---- | ----------------------- | --------------------------- | ----- | ----- |
| 1    | 3     | 8    | Aries Merritt           | Estados Unidos              | 13.16 | Q     |
| 2    | 1     | 1    | Omar McLeod             | Jamaica                     | 13.23 | Q     |
| 3    | 2     | 7    | Devon Allen             | Estados Unidos              | 13.26 | Q     |
| 4    | 4     | 7    | Andrew Pozzi            | Grã-Bretanha                | 13.28 | Q     |
| 5    | 4     | 8    | Xie Wenjun              | China                       | 13.34 | Q     |
| 6    | 1     | 3    | Balázs Baji             | Hungria                     | 13.35 | Q     |
| 7    | 2     | 4    | Garfield Darien         | França                      | 13.36 | Q     |
| 8    | 5     | 2    | Orlando Ortega          | Espanha                     | 13.37 | Q     |
| 9    | 4     | 3    | Milan Trajkovic         | Chipre                      | 13.38 | Q     |
| 10   | 3     | 5    | Shane Brathwaite        | Barbados                    | 13.39 | Q     |
| 11   | 4     | 2    | Yidiel Contreras        | Espanha                     | 13.40 | Q,    |
| 12   | 1     | 5    | Eddie Lovett            | Ilhas Virgens Americanas    | 13.41 | Q,    |
| 13   | 5     | 5    | Hansle Parchment        | Jamaica                     | 13.42 | Q     |
| 14   | 3     | 6    | Antonio Alkana          | África do Sul               | 13.43 | Q     |
| 15   | 5     | 7    | Sergey Shubenkov        | Atletas Neutros Autorizados | 13.47 | Q     |
| 16   | 4     | 6    | Roger Iribarne          | Cuba                        | 13.48 | q     |
| 17   | 1     | 9    | Aleec Harris            | Estados Unidos              | 13.50 | Q     |
| 18   | 4     | 5    | Matthias Bühler         | Alemanha                    | 13.52 | q     |
| 19   | 2     | 9    | Damian Czykier          | Polónia                     | 13.53 | Q     |
| 20   | 5     | 6    | Johnathan Cabral        | Canadá                      | 13.53 | Q     |
| 21   | 4     | 4    | Yaqoub Mohamed Al-Youha | Kuwait                      | 13.56 | q     |
| 22   | 1     | 2    | Yordan O'Farrill        | Cuba                        | 13.56 | q     |
| 23   | 3     | 4    | Éder Antônio Souza      | Brasil                      | 13.56 | Q     |
| 24   | 3     | 9    | Aurel Manga             | França                      | 13.58 |       |
| 25   | 2     | 3    | Genta Masuno            | Japão                       | 13.58 | Q     |
| 26   | 1     | 6    | David Omoregie          | Grã-Bretanha                | 13.59 |       |
| 27   | 5     | 9    | Nicholas Hough          | Austrália                   | 13.61 |       |
| 28   | 3     | 3    | Konstadinos Douvalidis  | Grécia                      | 13.62 |       |
| 29   | 2     | 8    | Abdulaziz Al-Mandeel    | Kuwait                      | 13.63 |       |
| 30   | 2     | 2    | Ruebin Walters          | Trinidad e Tobago           | 13.63 |       |
| 31   | 2     | 6    | Siddhanth Thingalaya    | Índia                       | 13.64 |       |
| 32   | 1     | 7    | Shunya Takayama         | Japão                       | 13.65 |       |
| 33   | 2     | 5    | David King              | Grã-Bretanha                | 13.67 |       |
| 34   | 3     | 7    | Hideki Omuro            | Japão                       | 13.78 |       |
| 35   | 5     | 4    | Jeffrey Julmis          | Haiti                       | 13.78 |       |
| 36   | 3     | 2    | Kim Byoung-jun          | Coreia do Sul               | 13.81 |       |
| 37   | 5     | 3    | Mikel Thomas            | Trinidad e Tobago           | 13.98 |       |
| 38   | 1     | 4    | Ahmad Hazer             | Líbano                      | 14.51 |       |
| 39   | 1     | 8    | Xaysa Anousone          | Laos                        | 14.55 |       |
| 99 ! | 4     | 9    | Ronald Levy             | Jamaica                     | DNF   |       |
| 99 ! | 5     | 8    | Milan Ristić            | Sérvia                      | DSQ   |       |

### Semifinais
Qualificação: Dois primeiros de cada bateria (Q) e os dois melhores tempos (q).
| Pos. | Série | Raisa | Atleta                  | Nacionalidade               | Tempo | Notas |
| ---- | ----- | ----- | ----------------------- | --------------------------- | ----- | ----- |
| 1    | 1     | 7     | Omar McLeod             | Jamaica                     | 13.10 | Q     |
| 2    | 1     | 6     | Garfield Darien         | França                      | 13.17 | Q     |
| 3    | 1     | 9     | Sergey Shubenkov        | Atletas Neutros Autorizados | 13.22 | q     |
| 4    | 1     | 4     | Orlando Ortega          | Espanha                     | 13.23 | q     |
| 5    | 3     | 5     | Balázs Baji             | Hungria                     | 13.23 | Q     |
| 6    | 3     | 7     | Aries Merritt           | Estados Unidos              | 13.25 | Q     |
| 7    | 2     | 5     | Shane Brathwaite        | Barbados                    | 13.26 | Q,    |
| 8    | 2     | 7     | Hansle Parchment        | Jamaica                     | 13.27 | Q     |
| 9    | 2     | 4     | Devon Allen             | Estados Unidos              | 13.27 |       |
| 10   | 2     | 6     | Andrew Pozzi            | Grã-Bretanha                | 13.28 |       |
| 11   | 1     | 5     | Milan Trajkovic         | Chipre                      | 13.32 |       |
| 12   | 3     | 4     | Xie Wenjun              | China                       | 13.36 |       |
| 13   | 1     | 8     | Aleec Harris            | Estados Unidos              | 13.40 |       |
| 14   | 2     | 9     | Damian Czykier          | Polónia                     | 13.42 |       |
| 15   | 2     | 3     | Roger Iribarne          | Cuba                        | 13.43 |       |
| 16   | 3     | 9     | Antonio Alkana          | África do Sul               | 13.59 |       |
| 17   | 2     | 8     | Yidiel Contreras        | Espanha                     | 13.65 |       |
| 18   | 3     | 6     | Eddie Lovett            | Ilhas Virgens Americanas    | 13.67 |       |
| 19   | 3     | 3     | Éder Antônio Souza      | Brasil                      | 13.70 |       |
| 20   | 1     | 2     | Genta Masuno            | Japão                       | 13.79 |       |
| 21   | 2     | 2     | Matthias Bühler         | Alemanha                    | 13.79 |       |
| 22   | 3     | 8     | Johnathan Cabral        | Canadá                      | 14.98 |       |
| 23   | 1     | 3     | Yaqoub Mohamed Al-Youha | Kuwait                      | DNF   |       |
| 23   | 3     | 2     | Yordan O'Farrill        | Cuba                        | DNF   |       |

### Final
A final da prova ocorreu dia 7 de agosto às 21:30. 
| Pos.              | Raia | Atleta           | Nacionalidade               | Tempo | Notas |
| ----------------- | ---- | ---------------- | --------------------------- | ----- | ----- |
| Medalha de ouro   | 4    | Omar McLeod      | Jamaica                     | 13.04 |       |
| Medalha de prata  | 2    | Sergey Shubenkov | Atletas Neutros Autorizados | 13.14 |       |
| Medalha de bronze | 5    | Balázs Baji      | Hungria                     | 13.28 |       |
| 4                 | 6    | Garfield Darien  | França                      | 13.30 |       |
| 5                 | 9    | Aries Merritt    | Estados Unidos              | 13.31 |       |
| 6                 | 7    | Shane Brathwaite | Barbados                    | 13.32 |       |
| 7                 | 3    | Orlando Ortega   | Espanha                     | 13.37 |       |
| 8                 | 8    | Hansle Parchment | Jamaica                     | 13.37 |       |

Legenda
| Recorde mundial       | Recorde mundial (World record)               |                       | Recorde africano                      | Recorde africano (African) |                                           | Q | Classificado por posição (Qualified) |
| Recorde do campeonato | Recorde do campeonato (Championship record)  | Recorde da América    | Recorde da América (Americas)         | q                          | Classificado por melhor tempo (Qualified) |   |                                      |
| Melhor marca do ano   | Melhor marca do ano (World leading)          | Recorde asiático      | Recorde asiático (Asian)              | DNS                        | Não largou (Did not start)                |   |                                      |
| Recorde nacional      | Recorde nacional (National record)           | Recorde europeu       | Recorde europeu (European)            | DNF                        | Não terminou (Did not finish)             |   |                                      |
| Recorde pessoal       | Recorde pessoal do atleta (Personal best)    | Recorde da Oceania    | Recorde da Oceania (Oceania)          | DSQ / DQ                   | Desclassificado (Disqualified)            |   |                                      |
| Recorde da temporada  | Recorde da temporada do atleta (Season best) | Recorde sul-americano | Recorde sul-americano (South America) | NM                         | Sem marca (No mark)                       |   |                                      |